# Carangoides armatus
Carangoides armatus és un peix teleosti de la família dels caràngids i de l'ordre dels perciformes.

## Morfologia
Pot arribar als 57 cm de llargària total i als 3.500 g de pes.

## Distribució geogràfica
Es troba des de les costes del Mar Roig, del Golf d'Oman i de l'Àfrica oriental fins a la costa oest de Madagascar, sud de l'Índia i Sri Lanka, i, possiblement també, al Golf de Tailàndia, Hong Kong i Japó.